# قطعنامه ۱۱۴۹ شورای امنیت
قطعنامه ۱۱۴۹ شورای امنیت سازمان ملل متحد که در تاریخ ۲۷ ژانویه ۱۹۹۸ تصویب شد، سندی بین‌المللی دربارهٔ بررسی وضعیت در آنگولا است. این قطعنامه طی نشست ۳۸۵۰ام با ۱۵ رای موافق، ۰ مخالف و ۰ ممتنع تصویب شد.